# 今村荘三
今村 荘三（いまむら しょうぞう）は、日本のCMプランナー、広告クリエイター。大阪府堺市出身。元博報堂社員。
日本広告学会会員。日本笑い学会理事。上方漫才大賞審査員（関西テレビ・ラジオ大阪）。
現在、大阪芸術大学短期大学部メディア芸術学科客員教授。

## 来歴
甲陽学院高等学校から、1971年に京都大学に進学する。高校の同窓生に、衆議院議員や北九州市長を務めた北橋健治、元警視総監の池田克彦がいる。京都大学卒業後、1977年に博報堂に入社。大阪制作室・東京本社第一制作室（1989年 - ）・関西支社（1993年 - ）でCM制作を手がけた。主に、関西電力、江崎グリコ、ひらかたパーク、三洋電機、日清食品、アサヒビール、トヨタ自動車、グンゼ、辰馬本家酒造（白鹿）、大阪府庁などを担当する。ACC賞など受賞多数。2011年、博報堂を退職。
教職として、大阪芸術大学（2005年 - 2017年）・プール学院大学（2006年 - 2013年）・大阪芸術大学短期大学部（2010年 - ）で非常勤講師を務めた後、2014年に大阪芸術大学と短期大学部の客員教授に就任した。
この間、1995年、雑誌『上方芸能』で演芸評を担当したのを皮切りに、朝日新聞演芸評（1996年）、雑誌『中洲通信』演芸コラム（1996年 - 1999年）、夕刊フジ（全国版）芸人コラム（2006年 - ）といった執筆活動や、新野新主宰「笑わん会」審査員（2003年 - 2010年）、上方漫才大賞審査員（2005年 - ）、上方お笑い大賞審査員（2006年）、「日本笑い学会」の理事・事務局長（2008年 - ）等、大阪を中心とした演芸に関する仕事や役職を歴任する。

## 著作
- 『平成「お笑い」最前線』（西条昇・くまざわあかねと共著）アスペクト、1997年
- 『笑う大阪人』東方出版、1998年
- 『笑いのゆくえ』東方出版、1999年
- 『漫才通』浪速社、2004年
- 『お笑い通』浪速社、2007年
- 『お笑い人生辞典』浪速社、2010年
- 『好きな芸人がもっと好きになる』浪速社、2017年